# Hiéroglyphe égyptien O46
Le bâtiment voûté, en hiéroglyphes égyptiens, est classifié dans la section O « Bâtiments, parties de bâtiments etc. » de la liste de Gardiner ; il y est noté O46.

## Représentation
Il représente un bâtiment vouté (harem ?) dont le coin bas représente la porte. Il est translittéré jpt.

## Utilisation
| O45 |

| O45 |

| i | p · t | O46 | / | O46 |

| i | p · t | O46 | / | O46 |

| O6 |

| O6 |